# Isabel (madre de Juan el Bautista)
Isabel (en griego Ἐλισάβετ, Elisavet; en hebreo אֱלִישֶׁבַע / אֱלִישָׁבַע, Elishevá) fue la madre de Juan el Bautista, descendiente de Aarón, pariente de María y la esposa de Zacarías, de acuerdo con el Evangelio de Lucas.

## Narración bíblica
Según cuenta el Evangelio de Lucas, Isabel era "de las hijas de Aarón" (Lucas 1:5). Ella y su marido Zacarías eran "rectos ante Dios, seguían todos los mandamientos y órdenes del Señor sin culpas" (Lucas 1:8-12). Cuando Zacarías se encontraba en el Templo de Jerusalén fue visitado por el arcángel Gabriel:

No temas Zacarías, que tu petición ha sido escuchada, y tu mujer Isabel te dará un hijo, a quien llamarás Juan. Te llenará de gozo y alegría y muchos se alegrarán de su nacimiento. Será grande a los ojos del Señor; no beberá vino ni licor. Estará lleno del Espíritu Santo desde el vientre materno y convertirá a muchos israelitas al Señor su Dios.
Lucas 1:13-17

Zacarías dudó, porque tanto él como su esposa eran de avanzada edad, y su mujer era estéril. El ángel se identificó como Gabriel y le dijo a Zacarías que se quedaría mudo hasta que se cumpliera la profecía. Cuando terminó de oficiar en el templo, Zacarías regresó a su hogar (Lucas 1:16-23) y su mujer, por vergüenza, pasó su embarazo recluida en su casa:

Algún tiempo después concibió Isabel su mujer, y se quedó escondida cinco meses, en ese tiempo pensaba:

-Así me ha tratado el Señor cuando dispuso que terminara mi humillación pública.
Lucas 1:24-25

Según la Biblia, Dios envió al ángel Gabriel a Nazaret, en Galilea, a una pariente de Isabel, María, que era una virgen desposada con un varón llamado José, de la casa de David, para anunciarle que concebiría, por obra del Espíritu Santo, a un hijo a quien pondría por nombre Jesús. El ángel le comunicó también que su parienta Isabel había comenzado su sexto mes de embarazo. María viajó a un monte de Hebrón, en Judea, para visitar a Isabel (Lucas 1:26-40).

Entró en casa de Zacarías y saludó a Isabel. Cuando Isabel oyó el saludo de María la criatura dio un salto en su vientre; Isabel, llena de Espíritu Santo, exclamó con voz fuerte:

-Bendita tú entre las mujeres y bendito el fruto de tu vientre. ¿Quién soy yo para que me visite la madre de mi Señor? Mira, en cuanto tu saludo llegó a mis oídos, la criatura dio un salto de gozo en mi vientre. ¡Dichosa tú que creíste! Porque se cumplirá lo que el Señor te anunció.
Lucas 1:41-45

Esta visita de María a su pariente Isabel constituye el misterio de la Visitación a la Virgen María (Lucas 1:39-56). María da gracias a Dios pronunciando una oración llamada Magnificat.
Matthew Henry ha escrito que "María sabía que Isabel estaba embarazada, aunque no parece que le hubieran dicho que su pariente María iba a ser la madre del Mesías, y por lo tanto el conocimiento que ella parece tener puede haber llegado por una revelación, lo que supondría un gran apoyo para María". Henry señala que "fue ahí, en Hebrón, donde se instituyó la circuncisión por primera vez" , y fue ahí donde Jehová cambió el nombre de Abram a Abraham cuando le dio el pacto de la circuncisión.

María se quedó con ella 3 meses y después volvió a casa. Cuando a Isabel se le cumplió el tiempo del parto, dio a luz un hijo. Los vecinos y parientes, al enterarse de que el Señor la había tratado con tanta misericordia, se alegraron con ella. Al octavo día fueron a circuncidarlo y querían llamarlo como su padre, Zacarías. pero la madre intervino:

-No; se tiene que llamar Juan.

Le decían que nadie en la parentela llevaba ese nombre. Preguntaron por señas al padre qué nombre quería darle. Pidió una pizarra y escribió: Su nombre es Juan.
Lucas 1:56-63

Esta es la última mención que se hace a Isabel en el Evangelio de Lucas. Tras escribir eso, Zacarías recuperó el habla y dijo una oración llamada Benedictus. El capítulo termina con la frase "El niño [Juan] crecía, se fortalecía espiritualmente y vivió en el desierto hasta el día en que se presentó a Israel" (Lucas 1:80).
Como Isabel era pariente de María, esto puede hacer suponer que María, a la que la tradición hace descender del rey David, descendería igualmente del gran sacerdote Aarón. Hay que tener en cuenta respecto a esto que el evangelio dice que el esposo de María, José de Nazaret, era de la casa de David (Lucas 1:27 ; cf. v32, respecto a Jesús: "el trono de David su padre").

## Tradición
Según la tradición, Isabel es hija de una mujer llamada Sobe, hija de Eliud, de la tribu de Levi y de Emerenciana.
Emerenciana  al quedar viuda se casó con Matán (Mt. 1,15), quién era natural de Belén y se dedicaban a la crianza de ovejas, y fueron padres de Ana, madre de  María, la madre de Jesús.

## Apócrifos
Muchos evangelios apócrifos mencionan a Isabel. El más famoso es el Evangelio de Santiago, que menciona que su esposo, Zacarías, fue asesinado.

## Santidad
Isabel es venerada como santa por la Iglesia católica el 5 de noviembre, en la Iglesia ortodoxa y en la Iglesia Anglicana lo es el 5 de septiembre, el mismo día que Zacarías. Isabel está considerada como matriarca en el santoral (5 de noviembre) de la Iglesia Luterana Sínodo de Misuri y Zacarías es considerado un profeta.

## En el islam
Isabel, esposa de Zacarías, madre de Juan el Bautista y pariente de María es una mujer honorable en el islam.
Zacarías es mencionado a menudo en el Corán y, aunque el nombre de Isabel no se menciona, es referenciada. La tradición islámica, a través del cristianismo, es el quien aporta el nombre. Ella es venerada por los musulmanes como una mujer sabia, piadosa y creyente que, al igual que María, fue muy exaltada por Dios. Ella vivía en la casa de Amram, y se dice que descendía del profeta y sacerdote Aarón. (Lucas 1:5)
Zacarías y su esposa eran muy devotos y obedecían los mandamientos. Ellos, sin embargo, se habían hecho viejos sin tener un hijo (Corán 21:89). Esto no era solamente por tener un hijo, sino porque este sacerdote quería a alguien que continuara realizando oraciones en el templo y predicando el mensaje del Señor después de su muerte.
Dios curó la esterilidad de Isabel y concedió a Zacarías un hijo, Yahya (Juan), que se convirtió en un profeta (Corán 19:12). Dios le concedió este deseo a la pareja a causa de su fe, su confianza y su amor a Dios. En el Corán Dios habla y describe a Zacarías, a su mujer y a Juan como humildes sirvientes del Señor:

De modo que nosotros le escuchamos; y nos dio a Juan: Él curó a su esposa (estéril) para él. Estos (tres) eran raudos en la emulación de las buenas obras; él solía llamarnos con amor y reverencia, y ellos se humillaban ante nosotros
Corán, capítulo 21, Al-Anbiya, verso 90.